# Никколо III д’Эсте
Никколо III д’Эсте (итал. Niccolò III d’Este; 9 ноября 1383, Феррара — 26 декабря 1441, Милан) — маркиз Феррары с 1393 года. Кондотьер.

## Биография
Сын Альберто д’Эсте и его любовницы Изотты Альбарезани. Был признан законнорождённым после свадьбы родителей и наследовал владения отца.
До совершеннолетия правил под опекой Венеции, Флоренции и Болоньи.
Свои права на Феррару предъявил Аццо X д’Эсте, генерал миланского герцога Джан Галеаццо Висконти. Началась война, в ходе которой Аццо попал в плен к Асторе Манфреди и был вынужден отказаться от своих притязаний.
В 1403 году Никколо III д’Эсте присоединился к лиге противников Милана и был назначен капитаном-генералом армии папы Бонифация IX.
В 1405 году отдал Венеции земли рядом с родовым замком Эсте. Не желая вступать в войну с Миланом, в 1420 году уступил Парму Филиппо Марии Висконти.

## Семья
В 1397 году Никколо III д’Эсте женился на Жильоле да Каррара, дочери падуанского правителя Франческо II (умерла от чумы в 1416). Детей не было.
В 1418 году женился вторым браком на Паризине, дочери Андреа Малатеста. В 1425 году уличил жену в любовной связи со своим незаконнорождённым сыном Уго и приказал их казнить (хотя очень любил обоих).
У Никколо и Паризины было трое детей:
- Джиневра д’Эсте (р. 1419), жена Сиджизмондо Пандольфо Малатеста
- Луция (1419—1437), жена Карло Гонзага, сеньора Саббионеты
- Альберто Карло — умер в младенчестве.

В 1429 Никколо III д’Эсте женился на Рикарде — дочери Томмазо III де Салуццо. У них было двое детей:
- Эрколе I д’Эсте (1431—1505)
- Сиджизмондо д’Эсте (1433—1507).

Также у Никколо III было 11 незаконнорождённых детей:
- Уго д’Эсте, сын Стеллы деи Толомеи, казнён 21 мая 1425 года
- Маладузе д’Эсте (1406—1452), аббат Помпозы и Феррары. Сын Катерины Медичи.
- Лионелло II д’Эсте (1407—1450), сын Стеллы де Толомеи
- Борсо д’Эсте (1413—1471), сын Стеллы деи Толомеи
- Альберто д’Эсте (1415—1502), сын Филиппы делла Тавола
- Изотта д’Эсте (1425—1456), дочь Филиппы делла Тавола, мужья — Оддантонио Монтефельтро и Стефан Франжипани
- Беатриса д’Эсте (1427—1497), в первом браке за Никколо де Корреджио, во втором за Тристаном Сфорца, незаконнорождённым сыном Франческо Сфорца, сеньором Салисето, Носето и Лусураско
- Ринальдо д’Эсте (1435—1535), сеньор Остеллато, сын Анны де Роберти
- Бьянка Мария д’Эсте (1440—1506), дочь Анны де Роберти, жена Галеотто I Пико делла Мирандолла.
- Гуроне д’Эсте (ум. 1484), аббат
- Камилла д’Эсте, жена Родольфо да Варано, сеньора Камерино.

## В культуре
Никколо III стал персонажем пьесы Лопе де Вега «Наказание — не мщение» (1631).